# Vanderhorstia hiramatsui
Vanderhorstia hiramatsui es una especie de peces de la familia de los Gobiidae en el orden de los Perciformes.

## Morfología
Los machos pueden llegar a alcanzar los 6,5 cm de longitud total.

## Hábitat
Es un pez de Mar y, de clima tropical y demersal que vive hasta los 42 m de profundidad.

## Distribución geográfica
Se encuentra en el Japón. 

## Observaciones
Es inofensivo para los humanos. 